# Toussaint Dubreuil
Pour les articles homonymes, voir Dubreuil.
Toussaint Dubreuil est un peintre français né à Paris vers 1561, et mort dans la même ville le 22 novembre 1602.

## Biographie
Toussaint Dubreuil est le fils d'un sellier. Il était capable de jouer de la lance aussi bien qu'un jeune d'une famille distinguée. Il a conservé toute sa vie la passion du cheval, jusqu'à sa mort au cours d'une chevauchée à brides abattues. Il avait des manières distinguées, jouait du luth en accompagnement du chant, pratiquait les exercices physiques.
Il a été formé à la peinture à Paris par Médéric Fréminet, père de Martin Fréminet, et peintre mineur.  Il a d'abord poursuivi une formation d'orfèvre.  Ce dernier possédait[Quoi ?]. Il dessine ses premiers projets pour les quatre bas-reliefs de la masse de l'ordre du Saint-Esprit réalisée par François II Dujardin. Il étudie l'anatomie avec un barbier et illustre le livre Historia anatomica humani corporis d'André du Laurens (1558-1609). Il a une surprenante « manie du muscle » et devient un spécialiste du nu.
On ne sait pas s'il a été se former en Italie, mais il a subi l'influence des maniéristes italiens, Michel-Ange, Pellegrino Tibaldi, Bartolomeo Passarotti, Nicolò dell'Abbate, Le Primatice. On n'a pas de trace de lui entre 1585 et 1593. Il s'est peut-être formé à Fontainebleau avec les artistes italiens maniéristes comme Ruggiero de Ruggieri, dont il a épousé la fille. Ce dernier possédait deux caisses de rittratti de Michel-Ange. Il est devenu avec Martin Fréminet et Ambroise Dubois l'un des promoteurs de la seconde école de Fontainebleau, expression française du maniérisme tardif.
Toussaint Dubreuil fut le peintre d’Henri IV pour qui il réalisa avec son atelier de vastes campagnes de décors. 
Ses œuvres furent massivement détruites, et peu d'éléments de ses décors nous sont parvenus. Le Louvre en conserve cinq vestiges dont trois toiles issues du cycle de la Franciade, sur les 78 compositions qu'il avait faites pour décorer le château de Saint-Germain-en-Laye (détruit en 1777), illustrant le poème de Pierre de Ronsard.
Il exécuta notamment de grandes commandes royales au château de Fontainebleau, comme les décors du pavillon des poêles (avec des scènes de l'histoire d'Hercule, tel Le jeune Hercule apprenant à tirer à l'arc). Tous ses décors sont aujourd'hui presque entièrement détruits, hormis quelques fragments attribuables à Dubreuil. Henri IV lui a aussi confié la décoration de la galerie des Chevreuils,.
Pour la petite galerie du palais du Louvre, il exécuta des portraits des prédécesseurs d'Henri IV (afin d'asseoir le pouvoir de celui-ci en tant que roi, et fondateur d'une nouvelle lignée). Les plafonds étaient quant à eux décorés de sujets allégoriques comme Jupiter écrasant les géants, et Hercule terrassant l'hydre de Lerne, le dieu et le héros prenant les traits du monarque lui-même. Ces décors ont été détruits par l'incendie de 1661.
Dubreuil a également fourni des cartons de tapisseries sur l'histoire de Diane, dont les œuvres tissées furent réalisées par la manufacture du faubourg Saint-Marcel à Paris. Elles sont aujourd'hui conservées au mobilier national, à Paris.
L'art de Dubreuil, bien que peintre français, allie aux inspirations maniéristes de la première école de Fontainebleau, une méticulosité dans la représentation et un goût des détails que l'on retrouve dans les écoles du Nord. S'il avait l'habitude de réaliser les "cartons" de ses compositions, il laissait à son atelier (composé notamment d'artistes nordiques) le soin de réaliser l'œuvre peinte.
Lestoile a écrit dans son Registre-journal : « Le vendredy 22 novembre... Ce jour, Dubreuil, peintre de sa Majesté, singulier en son art, et qui avoit et devisé tous ces beaux tableaux de Saint-Germain ; en revenant dudit Saint-Germain, à Paris, sur un cheval qui étoit rétif, et alloit fort dur, à son retour surpris d'un renversement de boyaux que les médecins appellent un mesirere, qui en moins de vingt-quatre heures l'envoya en l'autre monde. »

## Œuvres

### Les décors du pavillon des Poêles à Fontainebleau
Toussaint Dubreuil a peint les 27 tableaux de la Vie d'Hercule avec son beau-père, Ruggiero de Ruggieri, en 1577. Cette décoration a disparu en 1703.

### Dubreuil et l'orfèvrerie: la masse de l'Ordre du Saint-Esprit

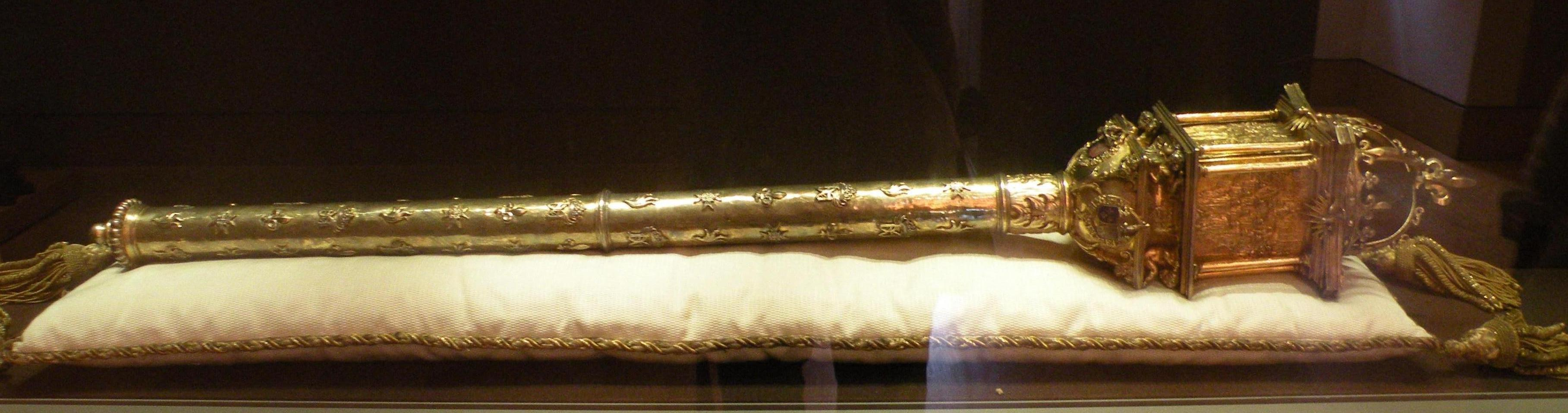
François II Dujardin (orfèvre), Masse de l'Ordre du Saint-Esprit, 1584-1586, argent doré et émaillé, Paris, musée du Louvre

Le roi Henri III avait fondé le 31 décembre 1578 l'Ordre du Saint-Esprit, destiné à rapprocher la grande noblesse française du roi (et contrer ainsi l'ascension de la famille de Guise) autour d'un Ordre de chevalerie prestigieux, l'Ordre de Saint-Michel fondé près d'un siècle plus tôt ayant beaucoup perdu de sa valeur. Des pièces d'orfèvrerie sont prélevées dans les collections royales pour constituer le trésor de l'Ordre, et l'on commande dans le même temps de nouvelles pièces, créées entre 1579 et 1585. Henri III commande dix objets en argent doré, dont une grande masse, portée par le maître de cérémonie de l'Ordre. 
Toussaint Dubreuil donne les dessins pour les quatre compositions en bas-relief d'orfèvrerie ornant les quatre faces de la masse : le Serment d'un nouveau chevalier lors de sa réception, la Procession de l'Ordre vers l'église des Grands Augustins, La communion des chevaliers lors de la messe, et le Banquet de l'Ordre du Saint-Esprit. Tous les dessins sont aujourd'hui conservés au musée du Louvre. Benoît Milon ayant été nommé intendant de l'Ordre en 1580, et connaissant Toussaint Dubreuil pour lui avoir passé commande des décors de sa chapelle à Wideville, il a peut-être favorisé sa sélection pour les décors de la masse, et peut-être d'autres objets d'orfèvrerie commandés par le roi. 
La masse, livrée au trésor de l'Ordre au début de l'année 1586, est conservée au musée du Louvre à Paris.

### La chapelle du château de Wideville
Par un marché passé le 2 mai 1584, Toussaint Dubreuil, maître peintre à Paris, rue Saint-Martin, devait décorer la voûte de la chapelle construite pour Benoît Milon, sieur de Wideville, président en la chambre des comptes, intendant et contrôleur général des finances du roi, à l'extérieur des douves du château de Wideville, aujourd'hui disparues. Il devait représenter une Déitté accompagnée des quatre évangélistes et d'anges portant les instruments de la Passion, et recouvrir la partie basse des murs d'un ordre d'architecture à pilastres et niches dans lesquelles doivent être peints les douze apôtres. Toussaint Dubreuil a deux mois pour réaliser la décoration et a reçu pour ce travail 82 écus d'or.

### Le Cycle de la Franciade à Saint-Germain-en-Laye
Il s'agit de 78 toiles, commandée par Henri IV entre 1594 et 1602, pour le Château Neuf de Saint-Germain-en-Laye. Il y figurait l'épopée de Francus, troyen ancêtre des Francs, d'après La Franciade de Pierre de Ronsard (1572). 
Hyante et Climène sont les deux filles d'un roi de Crète qui secourut Francus après un naufrage,.
- La Toilette de Hyante et Climène, huile sur toile, 107 × 97 cm, Paris, musée du Louvre
- Hyante et Climène offrant un sacrifice à Vénus, huile sur toile, 190 × 140 cm, Paris, musée du Louvre
- Hyante saluée par Francus, dite aussi Adieu d'un guerrier à une reine, ou Tancrède et Herminie, huile sur toile, Fontainebleau, musée national du château
- Dicé offre un banquet à Francus, huile sur toile, Paris, musée du Louvre

### Le décor de la Petite Galerie du Louvre
Pour reprendre le thème de la légitimité dynastique, le géographe du roi, Antoine de Laval, propose au roi de représenter les effigies des rois de France entourées d’images des princes ou des grands capitaines de leur temps dans la Petite galerie du palais du Louvre,. Cette série commençait avec saint Louis, l'ancêtre capétien d'Henri IV pour s'achever par les portraits d'Henri IV et de Marie de Médicis à l'entrée de l'appartement du roi. Au plafond étaient peintes des scènes de la mythologie se terminant par une gigantomachie, allégorie des triomphes du roi. Le décor de la Petite galerie a été peint en collaboration avec Jacob Bunel.
Dans ses Mémoires, où il raconte l'incendie de la galerie en 1661, Louis-Henri de Loménie, comte de Brienne, a écrit que le plafond représentait « la défaite des Titans par Jupiter, grand et beau morceau de peinture allégorique dans lequel paraissait Henri IV sous la figure de Jupiter et la Ligue foudroyée sous celle des géants réduits en poudre ».

### La galerie des Chevreuils au château de Fontainebleau
Soit après le 10 avril 1601, soit après la naissance du dauphin le 27 septembre, Toussaint Dubreuil a donné les dessins de la galerie des Chevreuils de Fontainebleau, mais il meurt avant de l'avoir réalisée. 

### Dubreuil et la tapisserie
Henri IV voulant relancer les ateliers de tapisserie parisiens, il a nomme Toussaint Dubreuil « peintre ordinaire pour les tapisseries du roi » et lui demande de fournir les cartons pour une Histoire de Diane. Le choix de ce thème est peut-être en relation avec le souci d'exalter la nouvelle Diane, Gabrielle d'Estrées, maîtresse du roi. Un cycle de tapisseries ayant pour thème l' Histoire de Diane a été réalisé sous Henri II pour Diane de Poitiers sur des dessins de Philibert Delorme, de Jean Cousin et d'autres, placé au château d'Anet,.
D'après une correspondance du cardinal Maffeo Barberini, une série de cette tapisserie, probablement la première, se trouvait en 1606 au château de Fontainebleau. Il ne donne pas le détail du nombre de tapisseries composant le cycle, mais dans l'inventaire établi après la mort de François de la Planche, en 1627, il est mentionné huit dessins préparatoires correspondant à ce cycle, à savoir:
- Accouchement de Latone,
- Paysans de Lycie changés en grenouilles,
- Diane devant Jupiter,
- Blasphème de Niobé,
- Diane et Apollon tuent les enfants de Niobé[22],
- Diane tire une flèche sur Orion,
- Mort de Chioné,
- Diane entre les géants.

Le cycle ayant eu un grand succès, d'autres dessins ont été ajoutés à ce cycle. On retrouve ce cycle dans l'inventaire de Charles de Cormans, en 1635. Certains thèmes ont été modifiés.

### Autres œuvres

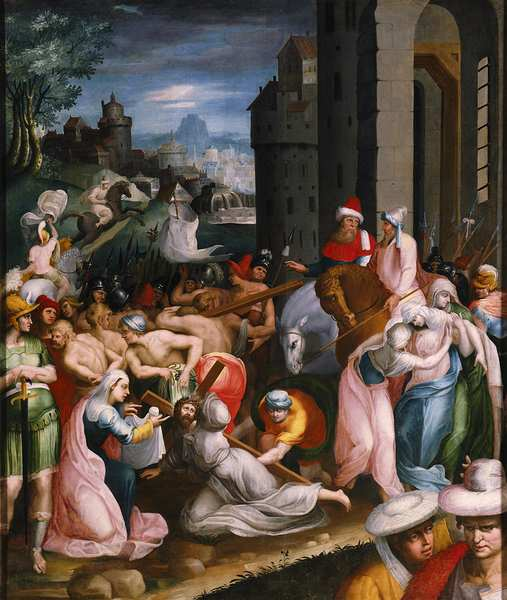
La montée au Calvaire de Toussaint Dubreuil, musée national de la Renaissance, Ecouen.

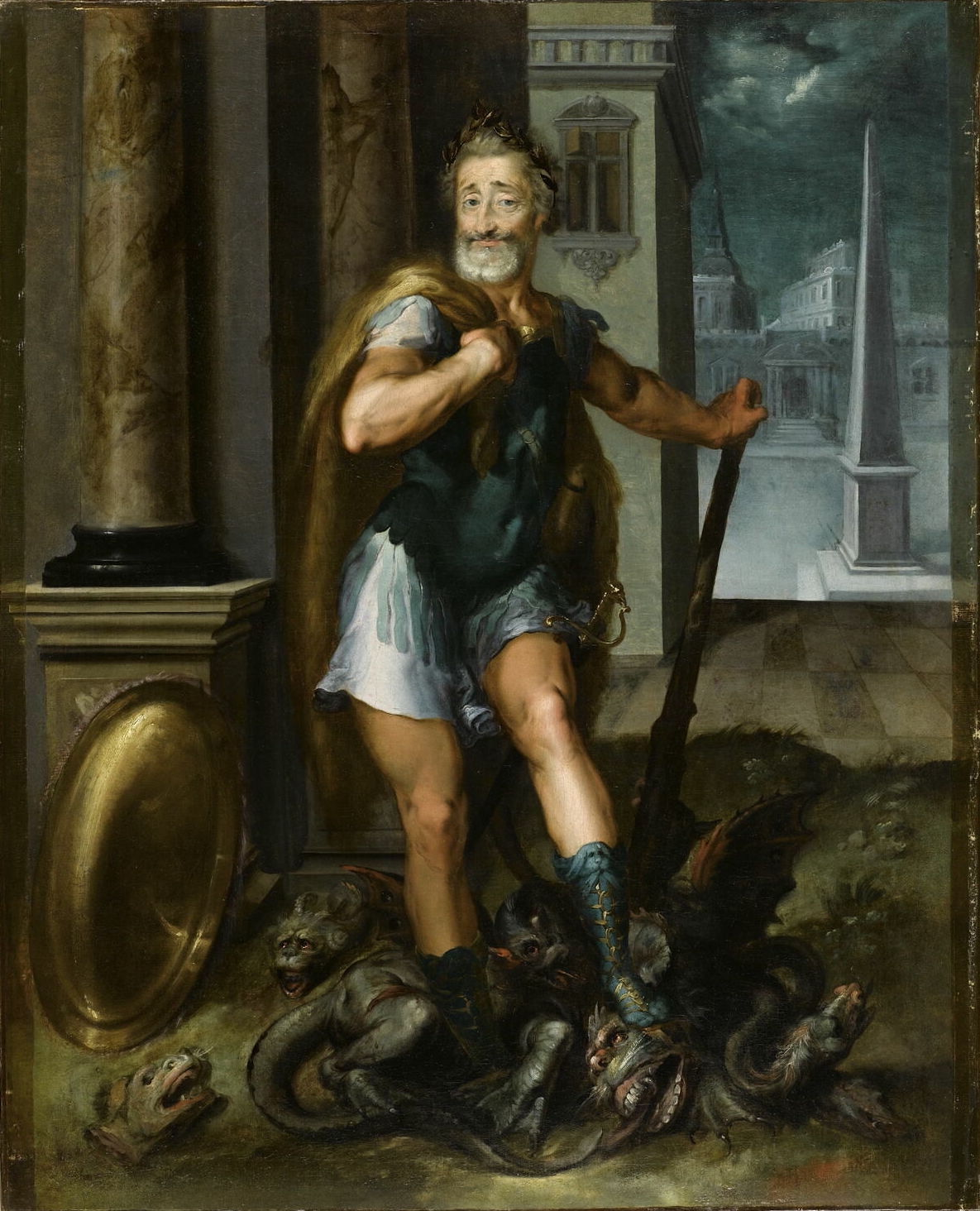
Entourage de Toussaint Dubreuil, Portrait d'Henri IV en Hercule terrassant l'hydre de Lerne, vers 1600, Paris, musée du Louvre.

- La montée au Calvaire, fin du XVIe siècle, peinture sur toile, musée national de la Renaissance, Ecouen. Cette œuvre témoigne de l'activité du peintre dans le domaine des scènes religieuses. Il s'agit de la scène de la Crucifixion. Les multiples plans donnent au tableau une théâtralité renforcée par la vivacité des coloris choisis par Toussaint Dubreuil. Enfin, cette œuvre s'inscrit dans le style maniériste.
- Cybèle éveillant le sommeil, dite aussi La Terre réveillant Morphée, avant 1602, huile sur toile, Fontainebleau, musée national du château
- Le jeune Hercule apprenant à tirer à l'arc (attribution), huile sur toile, Fontainebleau, musée national du château
- Angélique et Médor, Paris, musée du Louvre
- Léda et le Cygne, Paris, musée du Louvre
- (Entourage de Toussaint Dubreuil), Portrait d'Henri IV en Hercule terrassant l'hydre de Lerne, vers 1600, Paris, musée du Louvre

## Famille
Toussaint Dubreuil a eu une sœur, Jeanne, qui s'est mariée le 10 mai 1596 avec le sculpteur Barthélemy Tremblay.
Il s'est marié en premières noces avec une fille de son maître Ruggiero de Ruggieri, Marie. Ruggiero de Ruggieri a eu deux filles prénommées Marie, la première a été baptisée à Avon le 10 juin 1574, mais a dû mourir peu après, et la seconde le 6 janvier 1576. Sa femme a dû mourir en septembre 1596 comme le montre un inventaire fait après son décès, le 18 septembre 1596.
Il s'est marié en secondes noces, en novembre 1598, avec « Dame Marie Champion » qui est décédée peu avant son mari, en 1602.